# John Hubbard (Physiker)
John Hubbard (* 27. Oktober 1931 in London; † 27. November 1980 in San Jose, Kalifornien) war ein britischer Physiker, der sich mit theoretischer Festkörperphysik und Vielteilchenphysik befasste.
Er studierte Physik am Imperial College London mit dem Bachelorabschluss 1955 und der Promotion (Ph.D.) 1958 bei Stanley Raimes. Seine Dissertation behandelte die Beschreibung kollektiver Anregungen im Vielelektronenproblem in Metallen und Plasmen. Er war seit 1955 in der Theoriegruppe des Atomic Energy Research Establishment (AERE) in Harwell (England), damals unter der Leitung von Brian Flowers (später von Walter Marshall). 1961 übernahm er dort die Leitung der Festkörpertheorie-Gruppe. Er blieb bis 1976 in Harwell. Danach arbeitete er von 1976 bis 1980 am IBM-Forschungslabor in San Jose, Kalifornien (und an der Brown University).
Der größte Teil seiner Untersuchungen fiel in das Gebiet der Theorie des Magnetismus. Vor allem durch das nach ihm benannte Hubbard-Modell stark korrelierter Elektronen ist er bis heute einer der meistzitierten Forscher in der theoretischen Festkörperphysik. Ähnliche Modelle fanden um dieselbe Zeit auch Ryogo Kubo und Takeo Izuyama in Japan und Martin Gutzwiller, die Behandlung durch Hubbard war aber wegweisend für spätere Forschung. Die Hubbard-Stratonovich-Transformation in Pfadintegralen und Verteilungsfunktionen der statistischen Mechanik wurde von ihm und Ruslan Stratonowitsch Ende der 1950er Jahre eingeführt. Zuletzt arbeitete er in San Jose an Problemen des Magnetismus von Eisen und Nickel und eindimensionalen Leitern sowie kritischen Phänomenen (Universalität von Phasenübergängen).
Er wurde als sehr zurückhaltend und weltfremd geschildert, welche Eigenschaften möglicherweise dazu beitrugen, dass seine Leistungen zu Lebzeiten durch Mitgliedschaften (er war nicht Fellow der Royal Society) und Auszeichnungen nur unzureichend gewürdigt wurden. Beispielsweise enthielt seine Dissertation einen grundlegenden Fortschritt in der Behandlung von Vielelektronensystemen mit Feynman-Diagrammen. Als Hubbard nach Harwell kam, fragte ihn sein Chef Brian Flowers, wo dies veröffentlicht worden sei, und als er zur Antwort erhielt, Hubbard habe darauf verzichtet, da inzwischen andere zu ähnlichen Ergebnissen gekommen seien, bestand er auf sofortiger Veröffentlichung. Dass er lieber zurückgezogen arbeiten wollte, war auch ein Grund, warum er nach einer Umorganisation der Forschungseinrichtung 1976 Harwell verließ.